# 千葉ウォーカー
『千葉ウォーカー』（Chiba Walker、ちばウォーカー）は、千葉県向けに発行していた日本のタウン情報誌である。
1999年の創刊当初は角川書店（ウォーカー事業部）から発行され、のちに角川クロスメディア→角川マーケティング→角川マガジンズ→角川グループパブリッシングの順で発行されていた。
定期雑誌として発行されていた時代は隔週火曜日に発売されていたが、2009年4月14日号を最後に休刊。その後、『東京ウォーカー』の別冊ムックとして『千葉Walker』のタイトルで年に2、3冊程度のペースで発行され、他にも柏市に特化した『柏Walker』などが発行されていた。

## 概要
千葉県に特化した情報誌として、主に東京ディズニーリゾートに代表される千葉県内のレジャー施設や、千葉をはじめ船橋・柏・松戸などといった県内有名エリアの最新情報などを網羅している。
雑誌として発売されていた当時の販売エリアは千葉県内だったが、東京都、茨城県、埼玉県の一部でも購入できた。なお『東京ウォーカー』別冊に移行してからは首都圏で購入可能となっているが、一部全国の大型書店でも購入できる。

## 歴史
『東京ウォーカー』の姉妹誌として1999年に創刊、ウォーカー誌では関東では『横浜ウォーカー』に続き3誌目、全国では東京・関西・東海・横浜・九州に続く6誌目。発売は隔週火曜日だった。創刊時は車内広告などで「こんに千葉。」といううたい文句がよく見られた。
前述の通り千葉県の情報に特化しており、特にラーメンの特集に他誌以上に力を入れ「千葉=ラーメン王国」を力強くアピールした。主な内容は以下のとおり。
- 県内有名店店主による「千葉拉麺四天王」[1]が結成され、下記の各種イベントなどに参加。
- 上記「千葉拉麺四天王」がコラボしたカップ麺を発売（濃厚とろ塩、濃厚とろ醤、濃旨豚みそ）。
- 大晦日には県内有名店の店主同士が合作したラーメンを、県内のショッピングセンター等で披露する「年越しラーメン」企画を行った。
- 県内のご当地ラーメンに挙げられる「竹岡ラーメン」「勝浦式タンタンメン」等が取り上げられたり、本八幡駅等といった特定地域を「ラーメン激戦区」として紹介したり、ニューオープンのラーメン店中心の特集をするなど、あらゆる角度から特集が行われていた。
- 最終号もラーメン特集という力の入れようであり、最終号の表紙までもいつもの女性タレントではなく、ラーメンを掲載した。表紙のラーメンに乗っていた海苔には縦書きで「10年間のご愛読 最終号 ありがとうございました。」と印刷された。

毎号表紙には他地区版と同様、旬の女性タレントが花を添えていた（東京ウォーカー#表紙を参照）。

### 休刊、別冊へ移行
創刊当初は20万部前後を誇っていた発行部数も、2007年から2008年にかけて5～6万部と減少していたことなどから、2009年3月31日発売号（4月14日号）をもって休刊、10年の歴史に幕を下ろした。ウォーカー誌の休刊は2008年4月の『神戸ウォーカー』に続き2誌目。なお、ポータルサイト「ウォーカープラス」の情報ページは現在も更新を継続中。
千葉ウォーカーの休刊から2ヵ月半後の2009年6月、『九州ウォーカー』が6月9日発売号をもって休刊となり、新たに月刊『福岡Walker』が6月20日に新創刊した。また『北海道Walker』も同様に月刊に刷新された。
その後は『東京ウォーカー』の別冊ムック扱いで、以下のとおり発売された。
- 2009年11月26日：『千葉Walker 09→10冬』
- 2010年9月17日：『千葉Walker 2010秋』
- 2011年3月31日：『千葉Walker 2011GW』
- 2011年7月12日：『千葉Walker 2011夏』（市川市出身の前田敦子が表紙）
- 2011年11月8日：『千葉Walker 2012冬』（千葉県出身の相葉雅紀（嵐）が表紙）
- 2012年3月30日：『千葉Walker 2012春GW』（2012年4月開業の三井アウトレットパーク 木更津など、木更津市の情報が中心であり、木更津ゆかりの氣志團が表紙）
- 2012年7月5日：『千葉Walker 2012夏』
- 2012年10月18日：『ラーメンWalker千葉 2013』
- 2012年11月15日：『千葉Walker 2012冬』
- 2013年3月29日：『千葉Walker 2013GW』（2013年4月開業の酒々井プレミアム・アウトレット関連記事を中心としている）
- 2013年6月13日：『千葉Walker 2013夏』（千葉県出身の桐谷美玲が表紙）
- 2013年11月8日：『千葉Walker 2014冬』（千葉県出身の山里亮太（南海キャンディーズ）が表紙）

この他、地域別に以下のムックが発売されている。
- 『柏Walker』
  - 2007年7月27日：『柏Walker』（千葉県出身の田中聖が表紙）
  - 2008年10月1日：『柏Walker 09年版』
  - 2009年7月24日：『柏Walker 09-10年版』
  - 2012年2月22日：『柏Walker 2012-2013年版』（千葉県出身の田中聖が表紙）
- 2009年10月29日：『船橋習志野Walker2010』
- 2010年3月24日：『千葉市Walker』（発行当時の現職市長である熊谷俊人が表紙）
- 2013年11月22日：『船橋Walker』（船橋の非公認キャラであるふなっしーが表紙）
- 2014年1月31日：『松戸市Walker』（松戸市出身の秋元才加が表紙）

## 連載など

### 主な連載
- 東京ディズニーリゾート
- SHORT LEG SUMMER
- ちばぐる帖

など 

### テレビ番組表
千葉ウォーカーでは以下のテレビ番組表が掲載されていた。「チバテレビ」は当時の千葉テレビ放送の略称（現在の略称は「チバテレ」）。
| チャンネル名               | 掲載ページ         | サイズ                  | Gコード |
| -------------------------- | ------------------ | ----------------------- | ------- |
| 1 NHK総合 JOAK-TV          | 日割り1ページ      | フルサイズ              | 有      |
| 4 日本テレビ JOAX-TV       | 日割り1ページ      | フルサイズ              | 有      |
| 6 TBSテレビ JORX-TV        | 日割り1ページ      | フルサイズ              | 有      |
| 8 フジテレビ JOCX-TV       | 日割り1ページ      | フルサイズ              | 有      |
| 10 テレビ朝日 JOEX-TV      | 日割り1ページ      | フルサイズ              | 有      |
| 12 テレビ東京 JOTX-TV      | 日割り1ページ      | フルサイズ              | 有      |
| 46 チバテレビ JOCL-TV      | 日割り1ページ      | ハーフサイズ上段（2/5） | 無      |
| 3 NHK教育 JOAB-TV          | 日割り1ページ      | ハーフサイズ下段（3/5） | 有      |
| BS7 NHK衛星第1 JO21-BS-TV  | 2ページ （14日分） | ハーフサイズ上段（1/6） | 有※     |
| BS11 NHK衛星第2 JO22-BS-TV | 2ページ （14日分） | ハーフサイズ中段（2/6） | 有※     |
| BS5 WOWOW JO23-BS-TV       | 2ページ （14日分） | ハーフサイズ下段（3/6） | 有      |

※NHK衛星第1、第2は一部の長時間番組（スポーツ、映画など）のみにGコードを掲載。